# Ulrico di Württemberg (1226)
Ulrico I del Württemberg, detto anche Il Fondatore, (1226 – 25 febbraio 1265), fu conte del Württemberg a partire dal 1241 sino alla sua morte.

## Biografia

### Le origini
I rapporti di parentela di Ulrico I con i suoi antenati non sono storicamente chiari né definitivamente provati. Probabilmente era figlio di Hermann del Württemberg e di Irmengarda di Ulten. Hermann, citato solo una volta in un documento del 1231, fu probabilmente uno dei figli di Hartmann I. Ulrico regnò, secondo documenti e sigilli del 1241, con il fratello Eberardo di Württemberg. Nel 1243 furono entrambi indicati come cugini di Hartmann di Groninga. Egli fu anche citato nel 1255 come parente per parte di padre del conte Alberto IV di Dillingen.

### Il governo
Il confronto fra l'imperatore Federico II (detto stupor mundi) ed i papi Gregorio IX ed Innocenzo IV ebbe anche effetti sui rapporti nel ducato di Svevia. Dopo la destituzione di Federico II da parte del Concilio di Lione (giugno-luglio 1245), riuscì alla diplomazia papale di portare un notevole numero di nobili tedeschi dalla parte di Enrico Raspe e di Guglielmo II d'Olanda. Anche Ulrico nel 1246 passò dalla parte di Enrico Raspe, il che diede un contributo decisivo alla vittoria di quest'ultimo sull'esercito di Corrado IV, figlio di Federico II, in quello stesso anno, nella battaglia sul Nidda. Dopo la morte di Corrado IV, avvenuta nel 1254, il figlio Corradino, di soli due anni di età, fu riconosciuto formalmente come duca di Svevia. In compenso il tutore di Corradino, Ludovico II, conte di Baviera, rinunciò alla richiesta di restituzione delle acquisizioni territoriali fatte da Ulrico e dagli altri nobili svevi dopo il cambio di alleanze del 1246. Così Ulrico riuscì a porre le basi della contea di Württemberg con il suo baricentro nel mezzo del territorio del fiume Neckar, che fu ampliata essenzialmente dai successori conti Ulrico III ed Eberardo III. Il matrimonio con Metchilde del Baden diede inoltre l'impulso alla sistemazione territoriale di entrambi i casati con il ritiro del Baden dalla parte centrale dell'area del Neckar. Così la futura città capitale del Württemberg, Stoccarda, passò dal Baden al Württemberg.

## Matrimoni e discendenza
Urico si sposò due volte: la prima con
- Metchilde del Baden, dalla quale ebbe tre figli,
  - Agnese;
  - Ulrico, il futuro conte Ulrico II del Württemberg;
  - Matilde (prima del 1264-† 24 giugno 1284), che sposò Alberto di Löwenstein-Schenkenberg, conte di Löwenstein e figlio bastardo di Rodolfo I d'Asburgo.

e la seconda con
- Agnese di Slesia-Legnica, figlia del duca di Slesia Boleslao II dalla quale ebbe:
  - Eberardo, il futuro conte Eberardo I del Württemberg;
  - Ermengarda.